# レイ・ハリーハウゼン
レイ・ハリーハウゼン（Ray Harryhausen、1920年6月29日 - 2013年5月7日）は、アメリカ合衆国の特撮映画監督・ならびに特殊効果スタッフで、ストップモーション・アニメーター。映画史上、20世紀の映画における特撮技術の歴史を作ってきたといわれる人物である。主に1950年代から1970年代に活躍し、多くの特撮SF・ファンタジー映画を手がけた。

## 生涯

### 生い立ち
カリフォルニア州ロサンゼルスにて、ドイツ帝国からの移民である父・フレデリックと、母・マーサの子として生まれる。なお、ドイツ時代の家名はヘレンハウゼン（ドイツ語: Herrenhausen）と綴られていたが、アメリカに移住した際に現在の名であるハリーハウゼンに改められた。
1933年公開の『キング・コング』におけるウィリス・オブライエンに影響され、ストップモーション・アニメーション映画の仕事に就くことを志すようになる。学生時代から自主制作でストップ・モーション映像を作り始め、高校生の時に友人の紹介でオブライエンと面識を得て、彼からグラフィックアートと彫刻の授業を受けて技術を磨くようにアドバイスされる。また、この頃にレイ・ブラッドベリと友人になる。二人は1939年にフォレスト・J・アッカーマンが結成したサイエンス・フィクション連盟に参加し、三人は終生の友情を交わした。

### 映画業界への参加
南カリフォルニア大学の夜間部に通い映画技術を学んだ後、ジョージ・パルのスタジオで「パペトーン」のアニメーション・スタッフとなる。第二次世界大戦中にはフランク・キャプラの下でアメリカ陸軍の映画撮影班に属し、映画技術の基礎を習得した。ストップモーション・アニメーションの技術を用いた「戦場での架橋工程を示した軍用教育映画」など当時の作品が残っている。この間、ディミトリ・ティオムキンとドクター・スースとも仕事をしている。
戦後、ハリーハウゼンは捨てられていた16mmフィルムを拾い、短編のおとぎ話を製作している。また、『宇宙戦争』を題材に、火星人が地球に降り立つシーンを独自に撮影している。1949年にアシスタント・アニメーターとして雇われ、『猿人ジョー・ヤング』の製作に参加し、オブライエンからアニメーション製作の大部分を任された。
1960年にロンドンに移住し、晩年まで同地で過ごした。1962年10月にダイアナ・リビングストン・ブルースと結婚し、娘ヴァネッサをもうける。1992年に永年の功績によりアカデミー賞特別賞を受賞した。授賞式では、高校時代からの盟友であるレイ・ブラッドベリの手からオスカー像が手渡された。

### 晩年
1994年の映画『ビバリーヒルズ・コップ3』ではカメオ出演し、1998年には『猿人ジョー・ヤング』のリメイク作品『マイティ・ジョー』に、『猿人ジョー・ヤング』で主演を務めたテリー・ムーアと共にカメオ出演し、2003年公開の『エルフ 〜サンタの国からやってきた〜』にもカメオ出演した。2010年には『バーク アンド ヘア』にもカメオ出演している。
2013年5月7日、5か月間の闘病の末に92歳で死去したことが、家族によってTwitterとFacebookで公表された。デイリー・ミラーはハリーハウゼンのウェブサイトを引用して、「ハリーハウゼンはスティーヴン・スピルバーグ、ジェームズ・キャメロン、ピーター・ジャクソン、ジョージ・ルーカス、ジョン・ランディス、ニック・パークなど多くの映画製作者に多大な影響を与えた」とコメントを発表した。

## 業績

### ダイナメーション

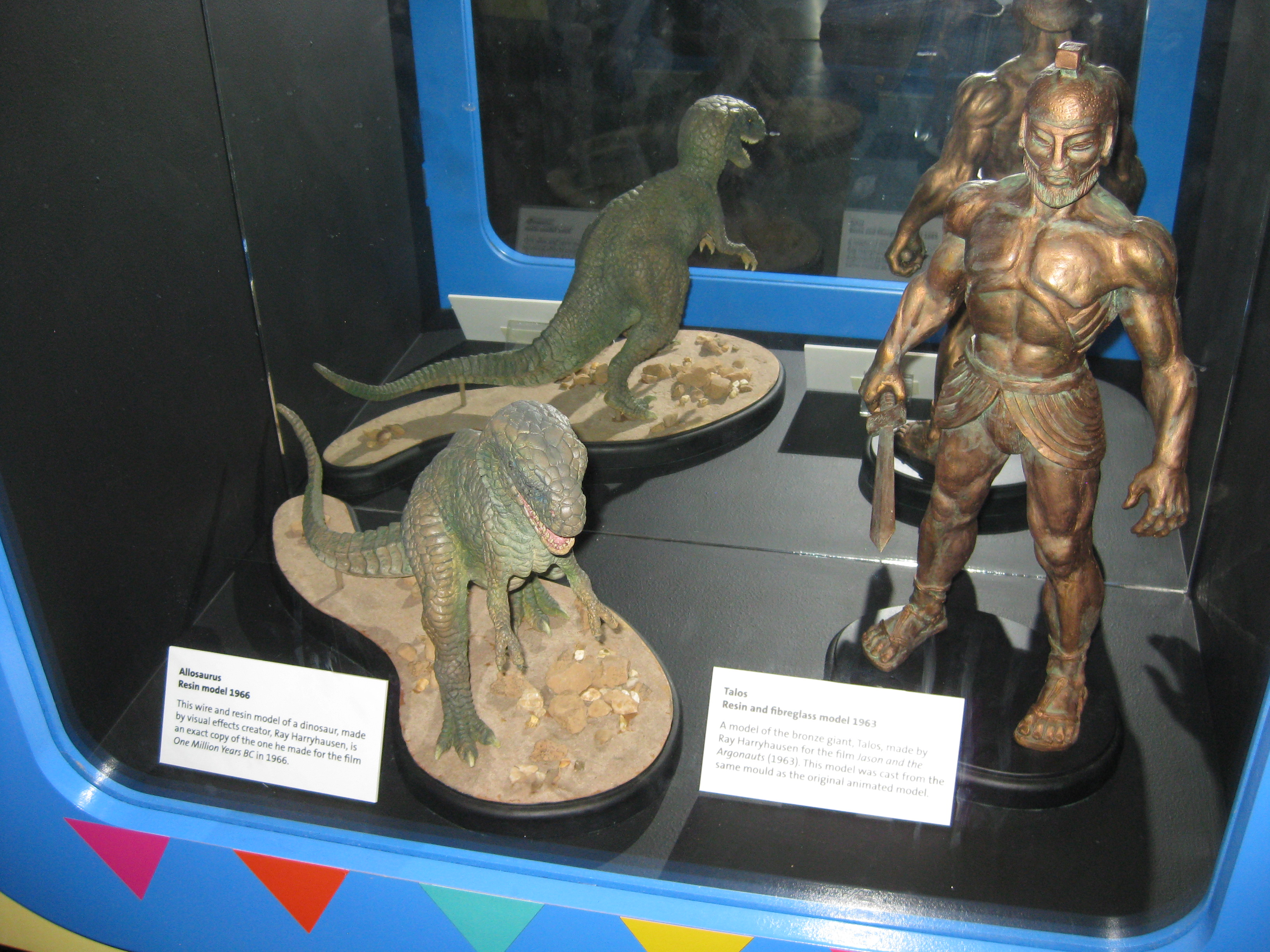
『恐竜100万年』のアロサウルスと『アルゴ探検隊の大冒険』のタロス（国立科学・メディア博物館）

内部にアーマチュア（可動式骨格）を仕込んだ人形を1コマずつ撮影するモデルアニメーションの分野で評価されており、リアルな動きで作り出された映像は世界の人々を驚嘆させた。特に評価が高いのは、「ダイナメーション」と呼ばれる手法で、これは俳優の演技をスクリーン・プロセスでコマ送りで投影しながらそれに合わせて人形を動かすものである。従来、俳優と人形のカラーでの合成には、人形の撮影時にライトの熱で色温度が変化してしまい、実際に映写した際に俳優に対して人形の色が目まぐるしく変わってしまうという難点があったが、ハリーハウゼンは人形の撮影の際、コマ毎に色温度を修正するフィルタを入れる技術を生み出し、この問題を解決した。これにより人形と人間の同時演技（例えばミニチュアと人間の格闘シーン）が光学合成なしで可能となり、後のハリウッド映画の特撮人気を爆発させた。
ハリーハウゼンは映画の脚本、デザイン、コンセプトなど多くの部分に参加しており、プロデューサーはハリーハウゼンのやり方に常に同意することを求められていた。しかし、ハリウッドの製作組合の規則の問題から監督になることはできず、ほとんどの映画では別の役職でクレジットされていた。彼の作品には両親も参加しており、父フレデリックは息子のデザインに基づき金属加工を行い、母マーサはミニチュアの衣装を担当していたが、1973年にフレデリックが死去した後は、他の職人に金属加工を依頼するようになった。

### 製作

#### コロンビア映画作品
本格的なデビュー作となったのは、ブラッドベリの短編『霧笛』を原作として1953年に製作された『原子怪獣現わる』であり、特撮部分の製作を全面的に担当した。元々は「Monster From the Sea」というオリジナル作品として製作が進められていたが、ハリーハウゼンが描いた「海から現れた怪獣が灯台によじ登る」というシーンが『霧笛』にも描かれていることを知った製作側が、法的問題を避けるために同作の映画化の権利を買い取って製作が続けられた。水爆実験でよみがえった怪獣がニューヨークを破壊するというこの作品は、日本の特撮映画『ゴジラ』にも大きな影響を与えた。
1955年の『水爆と深海の怪物』は、ゴールデン・ゲート・ブリッジを巨大な蛸が破壊するというストーリーであったが、予算不足から巨大蛸の触腕は6本となっている。本作では「橋の強度に対して不安感を与える」との理由からロサンゼルス市当局の撮影許可が下りず、ゲリラ的な撮影が敢行された。この作品以降、コロンビア ピクチャーズのチャールズ・H・シニアと盟友関係を結ぶことになった。
1956年の『世紀の謎 空飛ぶ円盤地球を襲撃す』では、UFOの特撮に挑戦している。この映画では崩れ落ちるビルの瓦礫までもモデルアニメで処理されたが、実は予算の関係でミニチュア爆破のような大規模な特撮が出来なかったため、この方式がとられている。ティム・バートンの『マーズ・アタック!』に登場するUFOはこの作品のパロディである。
1957年の『地球へ2千万マイル』では、初めてヨーロッパロケを行っている。この作品では古代ローマの遺跡コロッセオで金星の生物「イーマ（Ymir）」が暴れまわる。人間によって地球に連れて来られ、モンスターとして人間によって殺されてしまうイミーアは『キング・コング』へのオマージュでもある。
1958年の『シンバッド七回目の航海』（公開当時の題名は「シンバッド7回目の航海」）は、ハリーハウゼンの初のカラー作品となった。ハリーハウゼンはカラー映画への転換をシニアに求められ、ダイナメーションをカラーでも通用するように技術開発を行い、製作に挑んでいる。1つ目巨人のサイクロプスや、双頭の巨大鷲のロック鳥、ドラゴンなど様々な怪物が登場する。中でも骸骨戦士との剣戟シーンは有名である。この後、ハリーハウゼンはコロンビア映画との間に、4本のカラー映画の製作契約を結んでいる。
1963年の『アルゴ探検隊の大冒険』では、7体の骸骨戦士との集団剣戟や、空を飛び回る怪鳥ハーピー、重厚な動きを見せる青銅の巨人タロスなど、さらに磨きのかかった特撮技術が見られる。特に、7首の竜ヒドラの登場シーンでは、「それぞれの首が自然で滑らかな動作をしているように見せるため大変な苦労をした」とハリーハウゼンは語っている。1960年に『H・G・ウェルズのSF月世界探検』が公開された後、コロンビア映画との契約が終了し、ハリーハウゼンは新規の映画会社の業界参入に伴い、フリーランスとして他の映画会社の元で製作を続けることになる。

#### コロンビア映画との契約終了後の作品
コロンビア映画との契約終了後の初作品は、ハマー・フィルム・プロダクションと契約した『恐竜100万年』である。1969年には再びシニアとタッグを組み、ワーナー・ブラザースと契約して『恐竜グワンジ』を製作した。この作品はオブライエンが映画化を企画したものの実現しなかった企画であり、ハリーハウゼンが長年製作を希望していた作品だった。
ハリーハウゼンとシニアはコロンビア映画にシンドバッドの続編企画を持ち込み、1973年に15年ぶりの続編『シンドバッド黄金の航海』を製作した。この映画では、6本腕の陰母神カーリー像のダンスとシンドバッド達との剣戟が有名である。他に空を飛ぶ小悪魔のようなホムンクルス、動き出す船首女神像、1つ目のケンタウロスとグリフォンの死闘などの特撮も見られる。続く『シンドバッド虎の目大冒険』（1977年）は、1本角の原始人やサーベルタイガー、巨大セイウチ、金色の人造ミノタウロスなどが登場するシンドバッドシリーズ最終作となり、3つで「シンドバッド3部作」と呼ばれる。
最後の作品となった1981年の『タイタンの戦い』では、円熟した特撮技術が見られる。実際の馬に対する綿密な観察に基づき造形された天馬ペガサスは、大変リアルな動きを見せる。海の巨大怪物クラーケンや、獣人カリボス、双頭犬ディオスキロス、大サソリなども登場し、特に蛇女メドゥーサの髪の毛だけでなく下半身も蛇の胴体で恐ろしい顔つきの悪魔的な独自の造形は、ハリーハウゼンの創造したモンスターの中でも高い評価を得ている。この造形のメドゥーサは世間に浸透し後の映像・ゲーム等ファンタジー作品にも使われている。同作は興行的に成功したが、これ以降はコンピューター技術の発展により、ハリーハウゼンのアナログな手法は相手にされなくなり、彼とシニアは事実上映画業界から引退することになった。

## 特撮映画への影響

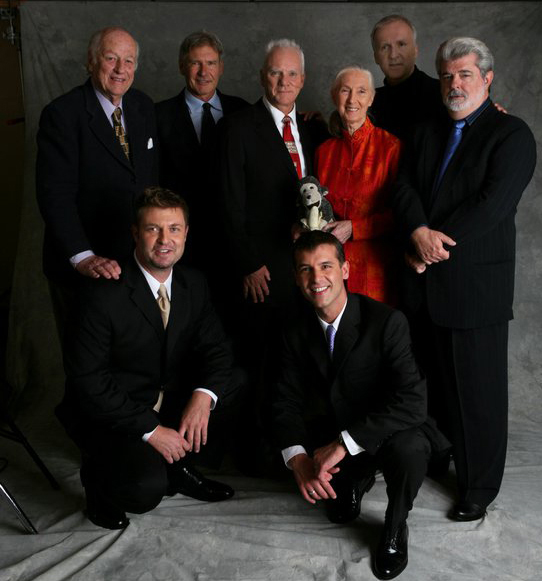
ジョージ・ルーカス、ジェームズ・キャメロン、ハリソン・フォード、マルコム・マクダウェル、ジェーン・グドールらとハリーハウゼン

20世紀の特撮映画界を創造・牽引してきた巨匠ハリーハウゼンの映画は、『ゴジラ』や、ジョージ・ルーカス、ピクサーなど後の特撮映画の巨匠にも多くの影響を与えた。ピクサーが製作した『モンスターズ・インク』及び『メーターの東京レース』には、「ハリーハウゼン」という名前の寿司屋が登場する。訃報を受けたルーカスは「僕たちのほとんどが子供のころから彼（ハリーハウゼン）の影響を受けてきた。その存在なくして『スター・ウォーズ』は生まれなかった」とコメントした。キャメロンも「SFとファンタジー映画の実践者である私たちの全てが、巨人（ハリーハウゼン）の肩の上に乗っていると感じています。もしレイが存在していなかったら、私たちも存在していなかったでしょう」とコメントしている。
アードマン・アニメーションズのピーター・ロードもTwitterで「一人の産業、一人のジャンル」と彼の業績を称賛し、テリー・ギリアムも「私たちはコンピューターでデジタル的に作ります。しかし、ハリーハウゼンはコンピューターのない時代からデジタル的に作っていました」と述べた。エドガー・ライトは「私はレイ・ハリーハウゼンのあらゆる映像を愛していました。彼は、私にモンスターの存在を信じさせた存在でした」とコメントしている。
1990年の映画『グレムリン2 新・種・誕・生』や2008年の映画『クローバーフィールド/HAKAISHA』では、リドサウルスが暴れる場面が挿入されている。
2013年のアメリカ映画『パシフィック・リム』では、エンドクレジットに「THIS FILM IS DEDICATED TO THE MEMORY OF MONSTER MASTERS RAY HARRYHAUSEN AND ISHIRŌ HONDA」（この映画をモンスターマスター、レイ・ハリーハウゼンと本多猪四郎に捧ぐ）との献辞が掲げられている。

## 主な映画作品
※ - はストップモーションアニメのクリーチャー
- 『猿人ジョー・ヤング』（1949年） - ジョー
- 『原子怪獣現わる』（1953年） - リドザウルス
- 『水爆と深海の怪物』（1955年） - 6本足の大蛸
- 『世紀の謎 空飛ぶ円盤地球を襲撃す』（1956年） - UFO
- 『地球へ2千万マイル』（1957年） - イーマ、象
- 『シンバッド七回目の航海』（1958年） - サイクロプス、四腕の蛇女、双頭のロック鳥（親、雛）、ドラゴン、骸骨剣士
- 『ガリバーの大冒険（英語版）』（1960年） - ブロブディンナグのリス、ブロブディンナグの小ワニ
- 『SF巨大生物の島』（1961年） - 巨大ガニ、巨鳥、巨大蜂、巨大オウムガイ
- 『アルゴ探検隊の大冒険』（1963年） - タロス、ハーピー、ヒュドラ、7人の骸骨剣士
- 『H・G・ウェルズのSF月世界探検（英語版）』（1964年） - 月船、宇宙球面、月牛（ムーンカーフ）、セレナイト、グランドルナ
- 『恐竜100万年』（1966年） - ブロントサウルス、アロサウルス、トリケラトプス、ケラトサウルス、プテラノドン、エウディモルフォドン、アーケロン
- 『恐竜グワンジ』（1969年） - エオヒップス、オルニトミムス、プテラノドン、スティラコサウルス、グワンジ、象
- 『シンドバッド黄金の航海』（1973年） - ホムンクルス、動く女神の船首像（セイレーン）、カーリー、一つ目のケンタウロス、グリフォン
- 『シンドバッド虎の目大冒険』（1977年） - 3体のグール、ヒヒとなったカシム王子(全身カット)、ミナトン、大蜂、巨大セイウチ、一角の原始人、サーベルタイガー
- 『タイタンの戦い』（1981年） - 巨大ハゲワシ、ペガサス(全身カット)、ブーボー、カリポス(全身カット)、双頭の番犬、メデューサ、三匹の大サソリ、クラーケン（ケートス）

## 出演
- 『レイ・ハリーハウゼン 特殊効果の巨人（英語版）』（2011年）ドキュメンタリー映画